# Il romanzo di un giovane povero (romanzo)
Il romanzo di un giovane povero (Le roman d'un jeune homme pauvre) è un romanzo dello scrittore Octave Feuillet, scritto nel 1858.
L'opera è uno dei più noti romanzi sentimentali a sfondo sociale della letteratura francese dell'Ottocento.

## Trama
Maxime è un giovane appartenente alla casata degli Champcey d'Hauterive, un nobile di sangue e nell'animo. Alla morte dei genitori scopre che il padre ha lasciato debiti ingenti, che toccherà al figlio pagare. Lasciato il castello sito nelle vicinanze di Grenoble e giunto a Parigi, Maxime apprende dal vecchio amico e notabile di famiglia, Laubépin, di trovarsi nell'indigenza più totale. Dopo aver rifiutato due soluzioni moralmente discutibili, vive qualche giorno in povertà, prima che Laubépin gli trovi un posto come intendente presso la famiglia Laroque, nel Morbihan.
Il castello dei Laroque è abitato tra gli altri da un anziano marinaio e corsaro dell'Impero, dalla moglie del defunto figlio, la vedova Laroque, e dalla giovane figlia di questa, Marguerite. In virtù della sua indole sognatrice e dei suoi grandi ideali, Maxime entra subito nelle grazie della vedova, anch'essa d'animo nobile, mentre si scontra con l'ostilità di Marguerite, la quale, pur condividendo i medesimi principi, tende a chiudersi orgogliosamente in se stessa. Nonostante la scarsa propensione per il compito affidatogli, Maxime lavora e si impegna a fondo per sopperire alla sua mancanza di conoscenze nel mondo degli affari, cura con onestà gli interessi dei Laroque e presto decide di aiutare, più per umana compassione che per reale convinzione, l'anziana signorina di Porhoët, ultima discendente di un nobile casato decaduto, convinta che, dopo l'estinzione del ramo spagnolo della sua famiglia, le spetti una cospicua eredità, da investire nella costruzione di una grande cattedrale. La donna, molto pia e assidua frequentatrice del castello, è la prima persona a cui Maxime riveli le sue nobili origini e, essendo i Champcey d'Hauterive e i Porhoët parenti, il legame che li unisce.
A poco a poco Maxime si innamora di Marguerite, un sentimento che va crescendo con il tempo, nutrito dalla nobiltà d'animo della fanciulla, in cui riconosce un cuore affine. Nonostante la scontrosità che affetta con il ragazzo, Marguerite ricambia il suo amore, ma entrambi lo combattono; lui perché essendo Marguerite una ricca ereditiera, non può dimostrare che è un sentimento disinteressato, lei perché non potrà mai avere la certezza di essere amata indipendentemente dal suo patrimonio. Per questo è decisa a dare la sua mano al signor de Bévallan, un amico dei Laroque attaccato al denaro. Pur disprezzandolo, vuole sposarlo per mettere una pietra sopra ai suoi sogni d'amore puro e disinteressato.
Un giorno Maxime e Marguerite si recano alla vicina torre di Elven, dove rimangono accidentalmente chiusi sul far della sera. La fanciulla rimprovera al giovane un meschino trucco per sedurla ma Maxime, per dimostrare la sua innocenza, si getta da una finestra ferendosi al braccio sinistro. Durante la convalescenza, il giorno in cui Marguerite e Bévallan devono unirsi in matrimonio, apprende da Laubépin e dalla Porhoët che Bévallan ha rifiutato il contratto proposto. Per verificare il valore morale dello sposo, Laubépin lo aveva infatti reso leggermente meno vantaggioso, e Bévallan ha rivelato l'inesistenza del suo sentimento per la fanciulla.
Poco dopo la Porhoët scopre di essere entrata ufficialmente in possesso dell'eredità dei suoi parenti spagnoli, grazie a un documento rinvenuto da Maxime tra le carte della nobildonna. L'anziana signorina muore in pace, lasciando a sua volta l'eredità a Maxime, che può così sposare Marguerite.

## Cinema e televisione
Dal lavoro di Feuillet sono stati tratti numerosi adattamenti italiani, tanto televisivi quanto cinematografici, tra i quali:
- Il romanzo di un giovane povero, film del 1921 diretto da Amleto Palermi
- Il romanzo di un giovane povero, film del 1942 diretto da Guido Brignone
- Il romanzo di un giovane povero, sceneggiato televisivo Rai del 1957 diretto da Silverio Blasi e interpretato da Paolo Carlini e Lea Padovani.
- Il romanzo di un giovane povero, film del 1958 diretto da Marino Girolami
- Il romanzo di un giovane povero, film del 1974 diretto da Cesare Canevari